# Capital de infraestrutura
O capital de infraestrutura é uma referência a todo meio de produção ou meio de proteção físico, com exceção daqueles capitais que podem ser obtidos diretamente da natureza (capital natural), e que não são considerados como capital líquido. As ferramentas, vestimentas, sistemas de proteção, sistemas de irrigação, hidroelétricas, estradas, navios, portos, fábricas e qualquer melhoria construída pelo homem no ambiente natural são considerados capital de infraestrutura.